# Run for Cover Records
Run for Cover Records ist ein 2004 gegründetes Independent-Musiklabel aus Boston, Massachusetts.

## Geschichte
Gegründet wurde Run for Cover Records im Jahr 2004 durch Jeff Casazza in Boston im Bundesstaat Massachusetts und hat in seiner Geschichte mehrere Bands zu größerer Bekanntheit in der Rockmusikszene verschafft, darunter Modern Baseball, Basement, Tigers Jaw und Citizen. Allerdings schaffte das Label seinen Durchbruch in der Musikszene durch Veröffentlichungen der Gruppen Transit, Modern Baseball und Fireworks, die sich einen Namen in der Pop-Punk-Szene erspielen konnte. Auch Title Fight veröffentlichte bereits bei Run for Cover Records.
Das Album Colourmeinkindness der britischen Band Basement war das erste Album von Run for Cover Records, dass sich in den Billboard Charts positionieren konnte. Im Jahr 2013 schloss das Label einen Vertriebsdeal mit der ADA, das zur Warner Music Group gehört, ab. Im April 2015 folgte eine Partnerschaft mit dem australischen Ableger des britischen Labels Cooking Vinyl.
Das Label startete 2007 in einem kleinen Zimmer und hatte im Jahr 2015 zwischenzeitlich sieben Vollzeit-Mitarbeiter.

## Künstler
- Adventures
- Agent
- Alex G
- Anne
- Basement
- Bridge and Tunnel
- Camera Shy
- Camp Cope
- Captain, We’re Sinking
- Citizen
- Cloakroom
- Coasta
- Creative Adult
- Crying
- CSTVT
- Daytrader
- Death Is Not Glorious
- Elvis Depressedly
- Field Medic
- Fireworks
- GDP
- Horse Jumper of Love
- Hostage Calm
- Hot Rod Circuit
- Koji
- Lifted Bells
- Little Big League
- LVL UP
- Makthaverskan
- Man Overboard
- Memorial
- MewithoutYou
- Mockingbird Wish Me Luck
- Modern Baseball
- Nicole Dollanganger
- Nothing
- Petal
- Pinegrove
- Pity Sex
- Seahaven
- Self Defense Family
- Shook Ones
- Sinking Ships
- Spencer Radcliffe
- Superheaven
- The Sun Days
- These Days
- Teen Suicide
- This Is Hell
- This Time Next Year
- Tigers Jaw
- Title Fight
- The Tower and the Fool
- Transit
- Turnover
- Vinnie Guarana
- Westkust
- Whirr
- Wicca Phase Springs Eternal
- Young Statues